# Susanne Pastoors
Susanne „Susi“ Pastoors (* 13. Februar 1914; † 22. März 1984) war eine  deutsche Leichtathletin, die bei den Europameisterschaften 1938 mit 44,14 m die Silbermedaille im Speerwurf gewann. Mit Lisa Gelius, Pastoors und Luise Krüger gewannen die Deutschen alle Medaillen im Speerwurf.
Susanne Pastoors gewann keinen deutschen Meistertitel, ihre beste Platzierung war ein zweiter Platz 1939 hinter Lisa Gelius, in den beiden folgenden Jahren gewann sie jeweils die Bronzemedaille. Ihre persönliche Bestleistung warf sie mit 44,82 m am 11. September 1938 in Saarbrücken. Susanne Pastoors gehörte in ihrer leistungsstärksten Zeit dem Sportverein Turngemeinde in Berlin und später dem Post SV Berlin an. Nach dem Zweiten Weltkrieg war sie für den OSC Berlin aktiv und belegte bei den Deutschen Meisterschaften 1951 und 1952 jeweils Platz 6.